# Erhard Fuchs
Erhard Fuchs (* vor 1945; † 12. Juni 1995) war ein deutscher Mundartpfleger und Autor.
Er hat sich in der Zeit nach dem Zweiten Weltkrieg um die schlesische Mundart und Dichtung verdient gemacht. Er gründete in der Bundesrepublik Deutschland früh eine schlesische Landesgruppe und begründete auch das regelmäßig erscheinende und die schlesische Mundart pflegende Blatt Doas Banker Krumpholz. Texte von Fuchs, der als hervorragender Rezitator schlesischer Volksliteratur galt, erschienen in Zeitschriften, aber auch von ihm selbst gesprochen auf Schallplatten und waren im Radio zu hören.
Der seit 1965 existierende Arbeitskreis Freunde schlesischer Mundart, in dem er lange führende Funktionen innehatte, wurde nach Fuchs’ Tod 1995 in Erhard-Fuchs-Kreis (EFK) umbenannt.

## Werke
- Antek und Franzek, Fontana 1970

## Einzelbelege
1. ↑  Schenke, Ernst. In: Ostdeutsche Biografie (Kulturportal West-Ost)
2. ↑  Herbert Hupka, Helmut Neubach, Hans-Ludwig Abmeier: Für unser Schlesien, 1985, S. 116
3. ↑  Werner Irrgang: Neuere Geschichte der Stadt Brieg, 1740-1980, 1981, S. 336
4. ↑  40 Jahre Erhard-Fuchs-Kreis „Freunde schlesischer Mundart“ (Memento vom 5. März 2016 im Internet Archive), Schlesische Nachrichten 14/2005, S. 7

| Personendaten    | Personendaten                      |
| ---------------- | ---------------------------------- |
| NAME             | Fuchs, Erhard                      |
| KURZBESCHREIBUNG | deutscher Mundartpfleger und Autor |
| GEBURTSDATUM     | vor 1970                           |
| STERBEDATUM      | 12. Juni 1995                      |